# Arábia Petreia
Arábia Petreia (em latim: Arabia Petraea, Província Arábia (Provincia Arabia) ou simplesmente Arábia era uma província fronteiriça do Império Romano, incorporada no início do século II.
Correspondia ao território do antigo Reino Nabateu, o sul do Levante, a península do Sinai e o noroeste da península Arábica. Sua capital era Petra e era limitada, ao norte, pela Síria, a oeste, pela Judeia (que foi fundida na Síria em 135 para formar a Síria Palestina) e o Egito; ao sul e a leste, pela Arábia Deserta e pela Arábia Feliz.
A região foi anexada pelo imperador Trajano, como muitas outras províncias nas fronteiras orientais, mas continuou depois que ele morreu, ao contrário da Armênia, Mesopotâmia e Assíria. A fronteira que ela defendia era conhecida como Fronteira da Arábia e a região se mostrou muito tranquila, sem produzir nenhum usurpador ou imperador (Filipe, embora fosse de fato árabe, nasceu em Chaba, uma cidade síria anexada à província da Arábia em algum momento entre 193 e 225 — ele nasceu em 204). Como província de fronteira, ela incluía um deserto ocupado pelos sarracenos, um povo nômade, e estava ao lado da região interior do Império Parta.
Embora sujeita a eventuais ataques e dificuldades provocadas pelos raides partas e palmirenos, a situação ali não se compara com as frequentes invasões enfrentadas por outras províncias de fronteira romanas, como as da Germânia e do norte da África, e nem uma presença cultural profundamente enraizada, fator determinante em diversas outras províncias orientais mais helenizadas.

## Geografia
O panorama geográfico da Arábia não era apenas desértico e incluía também o relativamente fértil platô de Moab, que recebia aproximadamente 200 mm de chuvas anualmente e em cuja ponta mais meridional estava Petra, a cidade que, juntamente com Bostra, era o foco da política provincial.
Porém, terras inospitaleiras eram a norma e juntamente com os desertos propriamente dito que é o deserto do Sinai, o árido Negueve, ao norte daquele, é praticamente um. Ao longo deste estão as regiões costeiras à volta do Mar Vermelho, as terras rochosas conhecidas como Hismā mais para o norte ainda na costa e as abundantes formações rochosas.

## Grandes cidades
A maior parte da Arábia era esparsamente populada e suas cidades se concentravam no norte, perto do rio Jordão. O único porto de grande porte era Aqaba, que estava na ponta de um largo golfo no Mar Vermelho que leva seu nome. Há uma disputa sobre qual seria a capital da província, com alegações de que Bostra, perto da fronteira da província da Síria, seria a única e outras indicando que ela dividia com Petra a honraria.
Petra serviu ainda como base para a III Cyrenaica e o governador da província certamente se dividia entre as duas cidades, emitindo seus decretos a partir de ambas. 

## História

### Conquista romana
Antes de ser conquistada pelos romanos, a região foi governada por Rabbel II, o último rei nabateu, até 106 Quando ele, que já reinava desde 70, morreu, a III Cyrenaica marchou para o norte a partir do Egito e invadiu Petra enquanto a VI Ferrata, uma legião síria, seguiu para o sul e ocupou Bostra. A conquista do Reino Nabateu pode ser melhor descrito como "casual", um ato de Trajano para consolidar o controle romano sobre a região antes de seguir para os seus verdadeiros objetivos: os territórios para além do Tigre chegando, finalmente, até a Mesopotâmia propriamente dita.
Não há evidências de que ele tenha se valido de qualquer pretexto para a anexação: Rabbel II tinha um herdeiro legítimo chamado Obodas e, embora tenha havido poucas lutas e nenhuma glória (o que se percebe pelo fato de Trajano não ter adotado o epíteto de Arábico), certamente alguns combates se realizaram, todos terminando em derrotas e humilhações para os nabateus. Acredita-se que as duas coortes que acabaram servindo na Arábia vieram do Egito de barco até a Síria para se preparar para a campanha, que, apesar de alguma resistência da guarda real nabateia, parece não ter encontrado ampla resistência entre a população, o que se percebe pelo fato de soldados nabateus terem servido como auxiliares apoiando as legiões depois da conquista.
A conquista da Arábia não foi oficialmente celebrada antes do término da construção da Via Nova Trajana, uma estrada romana que seguia até o centro da província, ligando Bostra e Aqaba. A partir daí, moedas passaram a ser cunhadas trazendo o busto de Trajano de um lado e um camelo do outro, aparentemente comemorando a conquista da Arábia. Estas moedas foram cunhadas apenas até 115, pois, depois disso, a atenção do imperador se voltou para territórios mais para o oriente.
A estrada ligava não apenas Bostra e Aqaba — que não tinha muita importância aos olhos do imperador além de ser um porto — mas também a Petra, que estava no centro da província e entre as duas terminações da estrada. Embora Trajano tenha declarado Bostra como capital da província, ele também deu a Petra o estatuto de metrópole como sinal de que ele concordava com seu sucessor, Adriano, a respeito da importância da cidade, que este considerava mais histórica e importante.

### Romanização

Mapa da Diocese do Oriente por volta de 400

Com a conquista romana veio também a imposição do latim e do grego como línguas oficiais, um procedimento que já era padrão para as províncias orientais de Roma, mas que, para a Arábia, que não tinha compartilhava da mesma história de helenização ou romanização com elas, serviu como o início da disseminação do grego. Depois disso, porém, ele foi adotado popularmente e oficialmente, praticamente eliminando o nabateu e o aramaico, como pode ser percebido pelas inscrições em Umm al Quttain. Já o latim era muito mais raro e limitado a poucos casos — como a inscrição tumular de Tito Anínio Sêxtio Florentino, governador em 127, e, paradoxalmente, nos nomes próprios.

### Anos finais do Império Romano
Quando Avídio Cássio se revoltou contra o que ele acreditava ser um Marco Aurélio já morto, acabou não recebendo o apoio da Arábia, o que é geralmente esquecido pelos historiadores provavelmente por causa da pouca riqueza e do pequeno poder da Arábia quando comparado, por exemplo, ao da Síria. Ela também não apoiou o governador da Síria, Pescênio Níger, se auto-proclamou imperador em 193.
Quando Sétimo Severo ascendeu ao trono e retirou da cidade síria de Antioquia o seu estatuto de metrópole por sua participação na revolta e puniu todos os que estiveram do lado derrotado, a III Cyrenaica recebeu o honorífico Severiana. Além disso, o governador da Arábia, Públio Élio Severiano Máximo, recebeu permissão para continuar no posto como recompensa por sua lealdade. A Síria foi posteriormente partida em duas e a Arábia se expandiu para incluir Leja’ e Jebel Drūz, regiões rochosas ao sul de Damasco e terra natal de Filipe, o Árabe.
Severo aumentou uma província que já era enorme e partiu para aumentar também o império através da conquista da Mesopotâmia. A transferência de Leja’ e Jebel Drūz parece ter sido parte de uma ardilosa sequência de atos políticos do imperador para consolidar seu controle sobre a região antes da efetiva conquista. A Arábia tornou-se a base ideológica de poder para Severo no oriente próximo romano principalmente como um instrumento para mitigar e domar o poder da província da Síria, que se mostrava cada vez mais um celeiro de revoltas, um plano que se dividiu em três partes: a já mencionada reorganização da Síria, a redução de seu território em prol da Arábia e o casamento do imperador com a astuta Júlia Domna.
A Arábia tornou-se um símbolo tão poderoso da lealdade a Severo a ao império, de acordo com Bowersock, que, durante a sua guerra contra Clódio Albino na Gália, oponentes sírios iniciaram um rumor de que a III Cyrenaica havia desertado. Só a presunção de que importaria para uma revolta na Gália o que estava fazendo uma única legião de uma província fronteiriça do outro lado império demonstra o fascínio que exercia a Arábia: mesmo sem população, recursos ou uma posição estratégica, ela era agora a base da cultura romana. E o fato de ser uma província oriental não diminuiu a sua importância. 
Durante o reinado do imperador Diocleciano (r. 284–305), a província foi novamente aumentada para incluir partes do território moderno de Israel. Ela foi também subordinada à Diocese do Oriente da Prefeitura pretoriana do Oriente.

### Período bizantino
A Arábia teve um importante papel durante as guerras bizantino-sassânidas. Por volta de 390, a região da Palestina Salutar foi separada da Arábia.

## Sés episcopais
As sés episcopais da província e que aparecem no Anuário Pontifício como sés titulares são:
- Adhri'at
- Bacata na Arábia (ruínas de Quirbet Elbasxa?)
- Bosana (Busan)
- Bostra
- Canata (Canauate)
- Constância na Arábia (Buraque)
- Crisópolis na Arábia
- Dionísias
- Erra (Es-Sanamein?, Aere?, Ire?)
- Esbo (Hesbã)
- Eutime
- Filipópolis na Arábia (Xaba)
- Gérasa (Jerash)
- Maximianópolis na Arábia (Xaca)
- Medaba (Madaba)
- Neápolis na Arábia
- Fena (Masmia)